# Albert Dubout

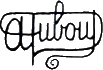
Unterschrift von Albert Dubout (1905–1976)

Albert Dubout (* 15. Mai 1905 in Marseille; † 27. Juni 1976 in Saint-Aunès) war ein französischer Künstler, Plakatkünstler und Karikaturist.
Dubout illustrierte über 80 Werke, veröffentlichte 27 Alben, gestaltete 80 Kino- und Werbeplakate und malte 70 Ölgemälde (das bekannteste davon sind die Corridas).